# Igor Cigolla
Gregorio Igor Cigolla (Cavalese, 17 agosto 1963) è un ex sciatore alpino italiano.

## Biografia
Specialista delle gare veloci e in particolare della discesa libera, fece parte dal 1983 della nazionale italiana e conquistò la medaglia d'oro nella discesa libera alla XXII Universiade invernale disputata nel 1985 a Belluno; in Coppa del Mondo ottenne il primo piazzamento il 17 gennaio 1986 a Kitzbühel nella medesima specialità (12º) e l'unico podio, nonché ultimo piazzamento, nella stagione 1987-1988, quando fu 3º nella discesa libera disputata a Leukerbad il 24 gennaio alle spalle degli svizzeri Daniel Mahrer e Franz Heinzer. Partecipò ai XV Giochi olimpici invernali di Calgary 1988, sua unica presenza olimpica e congedo agonistico, classificandosi 31º nella discesa libera e non completando la combinata; non ottenne piazzamenti ai Campionati mondiali.

## Palmarès

### Universiadi
- 1 medaglia[1]:
  - 1 oro (discesa libera a Belluno 1985)

### Coppa del Mondo
- Miglior piazzamento in classifica generale: 50º nel 1987
- 1 podio (in discesa libera):
  - 1 terzo posto

### Campionati italiani
- 1 medaglia[2]:
  - 1 bronzo (discesa libera nel 1985)